# Niu yuan
Niu Yuan (xinès simplificat: 牛冤, pinyin: Niú Yuān, literalment 'Injustícia bovina') és una pel·lícula d'animació xinesa, produïda per l'estudi de cinema de Changchun, dirigida per Zhong Quan i estrenada el 1989. La pel·lícula fou nominada a l'edició del 1990 dels premis Jinji, i n'obtingué un al festival d'Hiroshima.
Narra la història d'un cuidador de vedells i una equivocació que ocorre mente dorm.